# Spathuliger maculicollis
Spathuliger maculicollis är en skalbaggsart som beskrevs av Auguste Vinson 1961. Spathuliger maculicollis ingår i släktet Spathuliger och familjen långhorningar. Inga underarter finns listade i Catalogue of Life.